# トップマネジメント (テレビドラマ)
トップマネジメント（英: Top Management; 朝: 탑 매니지먼트; RR: Tap Maenijimeonteu）は、2018年にYouTube Premiumで放送された韓国のインターネットテレビシリーズである。2015年にMunpiaから出版されたチャンウサン著の同名の小説を原作としている。

## あらすじ
幼い頃から歌手の夢を持つウンソンは、練習生として7年の歳月を過ごす。不運の事件がきっかけで夢を諦めることになるが、国内屈指の芸能プロダクション「スターライト」のロードマネージャーとして入社することになる。ウンソンは、夢を諦めることになった主犯であり、モンゴルから来たスヨンを加入させ、解散寸前の状態から、新たなアイドルグループとして生まれ変わった「S.O.U.L.」のマネージャーになる。彼らを成功させるために、幼い頃から身につけていた予知能力を使い、彼らを成功に導いていく。

## キャスト

### メイン
ユ・ウンソン
演 - ソ・ウンス
アイドルの練習生からマネージャーへと転身した女性。幼い頃から身につけていた予知能力を使い、S.O.U.L.を成功に導いていく。

ヒョン・スヨン
演 - アン・ヒョソプ
自由気ままな天才ミュージシャン。アイドル志望ではないもののS.O.U.L.に加入する。韓国の芸能界に馴染めずに苦労する。

ウ・ヨヌ
演 - チャ・ウヌ
S.O.U.L.のセンター。韓国の芸能界に馴染めず、生活に苦労するスヨンを気に掛けている。

キム・テオ
演 - チョン・ユアン
S.O.U.L.のリーダー。解散寸前の状態のグループを立て直そうとするが、空回りしている。

チャン・イリプ
演 - パン・ジェミン
S.O.U.L.のラップ担当。現役高校生。ラップの実力は無く、長い休息時間の中で活躍できない自分をもどかしく感じている。

### その他
LJ
演 - イ・ジュスン
人気アイドル。S.O.U.L.のバックダンサーをしていた過去があり、現在はイカロスのリーダーを務めている。ソロでも活躍している。

カン・ジェヨン
演 - パク・ヒボン
元スタイリストで、現在は国内屈指の芸能プロダクション「スターライト」の理事を務めている。

ケビン
演 - チャ・レヒョン
スターライトのアーティストに楽曲を提供している。

キム・ヒョンジョ
演 - パク・ジョンファン
アイドルグループ・アップルミントのチーフマネージャー。ウンソンを指導している。

ウンビン
演 - クォン・ウンビン（CLC）
アップルミントのリーダー。ウンソンとは練習生時代を共に過ごしていた。

ソン・ヘナ
演 - チ・ヘラ
音楽番組でスヨンと共演し、ペアを組むことになった人気アーティスト。スヨンに惹かれる。

パク・スルギ
演 - キム・ジミン
イリプの同級生。彼の実力を認めており、仲間外れにされているのを助ける。

### カメオ出演
- チョンハ（第14話）
- チャン・ドンユン（第16話）

## スタッフ
- エグゼクティブ・プロデューサー - ユン・シネ
- プロデューサー - グレッグ・リー、ソン・ジョンハン、ユ・ヘミン
- 監督 - ユン・ソンホ
- 脚本 - チャン・ウンミ、キム・ジョンヒ、イム・ジョンミン、パク・スルギ、ユ・スジ、ユン・ヤンウン
- 演出 - ユン・ソンホ、パク・ジェミン
- 製作 - Studio329
- 配給 - KakaoM、YouTube Premium

## サウンドトラック
- Gravity Acapella（feat. Mook） - S.O.U.L[5][6]
- Sunshine - チョン・ユアン、シン・アリン
- Together - チャ・ウヌ（ASTRO）[7]
- Spring - アン・ヒョソプ、チ・ヘラ
- Me In（feat. Chancellor） - パン・ジェミン
- Spring - イ・ウォンソク
- It's Love - ドンヘ (SUPER JUNIOR)
- Camouflage - ケビン
- Get Myself With You - McKay（英語版）
- Sugar Cane（feat. Casper） - S.O.U.L
- Get Myself With You - S.O.U.L

## 製作
2018年4月25日にはソ・ウンス、アン・ヒョソプ、チャ・ウヌ、7月2日にはイ・ジュスンの出演が発表された。10月29日、ソウル汝矣島コンラッドホテルで制作発表会が開催された監督を務めたユン・ソンホは次のように語っている：
| 「                              | このプロジェクトを今年初めに紹介され、作業を決心したのはチャ・ウヌのためだった。個人的にASTROのファンだ。「息が切れる（Breathless）」「告白（Confession）」などの歌が好きだ。「チャ・ウヌが出演するなら、作業しよう」と決心してシナリオを手がけた。 5年後に本作が「とても若いドラマだった」「トップスターになる逸材をどうやって見分けたのか」と言われる、演出者になりたい。 | 」 |
| —ユン・ソンホ（制作発表会より） | |    |

パート1（第1話 - 第8話）の放送が終了した11月10日には雰囲気が様変わりしたパート2（第9話～第16話）を予告するポスター、11月15日にはアン・ヒョソプとチャ・ウヌのスチールカットが公開された。日本では、2019年11月29日より衛星劇場で放送が開始され、2020年10月2日よりDVDの販売・レンタルが開始された。

## 放送日程
エピソードタイトルには、K-POPの曲名が付けられている。
| 放送回 | 放送日         | タイトル           |
| ------ | -------------- | ------------------ |
| 第1話  | 2018年10月31日 | また巡り逢えた世界 |
| 第2話  | 2018年10月31日 | 血、汗、涙         |
| 第3話  | 2018年10月31日 | ノックノック       |
| 第4話  | 2018年10月31日 | ロシアンルーレット |
| 第5話  | 2018年10月31日 | 私ときたら         |
| 第6話  | 2018年10月31日 | ドント タッチミー  |
| 第7話  | 2018年10月31日 | アイ ドント ケア   |
| 第8話  | 2018年10月31日 | ラブ ミー ライト   |
| 第9話  | 2018年11月16日 | フェイク ラブ      |
| 第10話 | 2018年11月16日 | ミスターシンプル   |
| 第11話 | 2018年11月16日 | 春、愛、桜ではなく |
| 第12話 | 2018年11月16日 | お姉さんはきれい   |
| 第13話 | 2018年11月16日 | 恋に落ちた         |
| 第14話 | 2018年11月16日 | 24時間じゃ足りない |
| 第15話 | 2018年11月16日 | 最後のように       |
| 第16話 | 2018年11月16日 | 今日から私たちは   |